# Trinidad Pardo de Tavera
Trinidad Hermenegildo José Pardo de Tavera y Gorricho (Manila, 13 de abril de 1857- ibíd. 1925) fue un médico, botánico, historiador, político y humanista filipino y español (en aquel periodo Filipinas era parte de España) miembro de una acomodada e ilustrada saga familiar. Trinidad tuvo tres hijos: Carlos, Félix y Mari Paz.
Escribió sobre sociología, encontrándose sus obras en el "Proyecto Gutenberg:
- Consideraciones sobre el nombre de los números en tagalog , (castellano)
- Contribución Para El Estudio de los Antiguos Alfabetos Filipinos  (castellano)
- Etimología de los Nombres de Razas de Filipinas (castellano)

Trinidad H. Pardo de Tavera, tuvo la distinción de ser el primer doctor en firmar el "Libro I de Profesionales Registrados" el 25 de enero de 1902. Pardo de Tavera, un científico, fue parte del primer gobierno civil en la década de 1900.
En botánica escribió Plantas medicinales de Filipinas. Editor Makati Ayala Foundation, Filipinas Heritage Library, 445 p.

## Biografía
Trinidad Pardo era hijo del abogado y empleado gubernamental Félix Pardo de Tavera y de Juliana Gorricho, que pertenecía a una familia hispanofilipina ilustrada y acomodada, y tenía dos hermanos: Félix, como su padre, y María de la Paz. Su padre era de origen portugués y la familia había añadido la terminación de Tavera de su origen a su apellido, a modo como solía hacerlo la aristocracia española (su familia provenía de Tavira, en Portugal), ya en el año 1640.
En el año 1825 el abuelo de Trinidad, Julián Pardo de Tavera se casó con Juana María Gómez y salieron hacia Filipinas. Allí tuvieron tres hijos: Félix, Joaquín y Carmen. La familia residía en la calle Cabildo de Intramuros. Los dos hijos varones estudiaron y se licenciaron en derecho en la Universidad de Santo Tomás. Ambos trabajaron para el gobierno y se casaron con dos hermanas: Juliana y Gertrudis Gorricho. Parte de la familia de estas tenía origen vasco-navarro (de ahí el apellido) con algo de más lejana sangre irlandesa. Su padre, José Dámaso Gorricho, era un importante latifundista de Manila y Cavite, que además dirigía la más importante empresa de préstamos del país.
El bisabuelo materno de Trinidad, Miguel Ignacio Gorricho, era originario de Pamplona y había sido gobernador de la provincia de Capiz, habiéndose casado en Filipinas con la empresaria de Cavite Ciriaca de los Santos, que se dedicaba al comercio de heno para la caballería española.
Trinidad fue conocido en sus primeros años como Trini. Su casa en la calle Cabildo estaba al otro lado de la plaza central o plaza mayor, la catedral de Manila y la casa de gobierno o cabildo. En 1870, el gobierno alquiló una de las alas de la casa Pardo de Tavera para apoyar el establecimiento de la Academia de Dibujo y Pinturas, primera escuela financiada por el gobierno del país para el dibujo y la pintura.
El padre de Trinidad falleció cuando sólo tenía 7 años y sus tíos Joaquín y Gertrudis, todavía sin hijos, decidieron acoger a la familia. Joaquín obtuvo un puesto de gran relevancia en el país y se le condecoró con la Orden de Isabel la Católica.
En 1868 estalla en España la Revolución «Gloriosa» para derrocar a Isabel II y Joaquín fue elegido como uno de los elegidos para colaborar con el gobernador liberal Carlos María de la Torre en la propuesta de reformas. En 1871 De la Torre fue reemplazado por Rafael de Izquierdo.
Tras el motín de Cavite de 1872, Izquierdo encarceló a Joaquín como uno de los presuntos rebeldes. Fue encarcelado en el Fuerte de Santiago y finalmente deportado a Guam. Tres años más tarde, cuando se levantó la sentencia y fue indultado, decidió no volver a Manila y abandonar España, emigrando toda la familia a París.
Trinidad, tras haber concluido sus estudios de primaria y secundaria en el Ateneo Municipal de Manila se licenció en 1873 en el Colegio de San Juan de Letrán. En 1875, cuando iba a comenzar sus estudios de medicina en la Universidad de Santo Tomás, partió con su familia a Francia.
Pardo de Tavera fue promotor y director del periódico La Democracia. Fue uno de los cofundadores del Partido Federal, en 1900.